# 산니콜라바로니아
산니콜라바로니아(이탈리아어: San Nicola Baronia)는 이탈리아 캄파니아주 아벨리노도의 코무네다.